# Аксайское нефтегазовое месторождение
Аксайское нефтегазовое месторождение (Акса́й, каз. Ақсай: ақ сай — «белый овраг») — расположено в Сырдарьинском районе Кызылординской области, в 130 км к северо-западу от Кызылорды. Открыто в 1988 году. Введено в эксплуатацию в 2014 году. Образовалось в меловом периоде, состоит из трех залежей — нефтегазоносной и двух нефтеносных, разделенных тектоническими разломами и непроницаемыми цитологическими породами. Мощность продуктивных пластов от 11 до 18 м, в том числе нефтеносных 3—0 м. Удельный вес нефти 0,855—0,950 г/см3; содержание серы 0,11 %, парафина 10—20 % и смолы 10,6 %. В составе газа 81,55 % метана, 9,73 % этапа, 3,3 % пропана.

## Запасы
По данным независимой консалтинговой компании Miller and Lents, Ltd., запасы нефти месторождения Аксай категории 2Р по состоянию на 31 декабря 2013 г. составили 1,5 млн т., запасы газа — 1,626 мрд. м3.